# Danh sách chi của Geometridae: I
Dưới đây là danh sách các chi của họ bướm đêm Geometridae:
A B C D E F G H I J K L M N O P Q R S T U V W X Y Z

- Iberafrina
- Icterodes
- Idaea
- Idialcis
- Idiochlora
- Idiochroa
- Idiodes
- Idiotephra
- Idiotephria
- Ignobilia
- Illa
- Incalvertia
- Incudifera
- Induna[cần định hướng]
- Ingena
- Iotaphora
- Ipana
- Ira
- Iramba
- Iridobapta
- Iridoplecta
- Iridopsis
- Isandria
- Ischalis
- Ischnopteris
- Ischnopterix
- Isnisca
- Isochromodes
- Isodiscodes
- Isoloba
- Isoplenia
- Isoplenodia
- Isosauris
- Isostictia
- Issa
- Isturgia
- Itame
- Ithysia
- Iulops
- Iulotrichia
- Ixala